# 井原喜代太郎
井原 喜代太郎（いはら きよたろう、1863年8月5日（文久3年6月21日）- 1920年（大正9年）8月6日）は、明治から大正期の実業家、政治家。衆議院議員、佐賀県会議長、佐賀県藤津郡南鹿島村長。俳号・黄渓。

## 経歴
肥前国藤津郡高津原村（佐賀県藤津郡南鹿島村、鹿島町、現鹿島市横田）で、鹿島藩士・井原五兵衛（陶一、為助）の長男（長子）として生まれる。谷口藍田（中秋）から漢学を学び、鹿島変則中学で普通学を修めた。その後上京し、専修学校（現専修大学）で学び、慶應義塾を卒業した。1882年（明治15年）12月、家督を相続した。
1886年（明治19年）鹿島銀行の創立に参画し、佐世保支店長、取締役、頭取を歴任。1897年（明治30年）鹿城会の設立に参画して理事に就任し、学生への学費貸与事業を実施し、また東京に藤津学舎を設置して郷土出身学生の育成に尽力した。1902年（昭和35年）祐徳軌道取締役社長に就任。1910年（明治43年）から興教大師覚鑁の誕生地の誕生院の復興に尽力した。
1893年（明治26年）5月、南鹿島村長に就任し、1895年（明治28年）2月、病のため退任した。1909年（明治42年）3月、佐賀県会議員に選出され、同議長も務めた。1915年（大正4年）3月の第12回衆議院議員総選挙に佐賀県郡部から立憲同志会所属で出馬して初当選。その後、第14回総選挙まで再選され、衆議院議員に連続3期在任した。1920年8月、議員在任中に死去した。

## 国政選挙歴
- 第12回衆議院議員総選挙（佐賀県郡部、1915年3月、立憲同志会）当選[10]
- 第13回衆議院議員総選挙（佐賀県郡部、1917年4月、憲政会）当選[12]
- 第14回衆議院議員総選挙（佐賀県第4区、1920年5月、憲政会公認）当選[13]

## 親族
- 妻 井原トシ（永田佐次郎長女）[3]